# Bewässerungsautomation

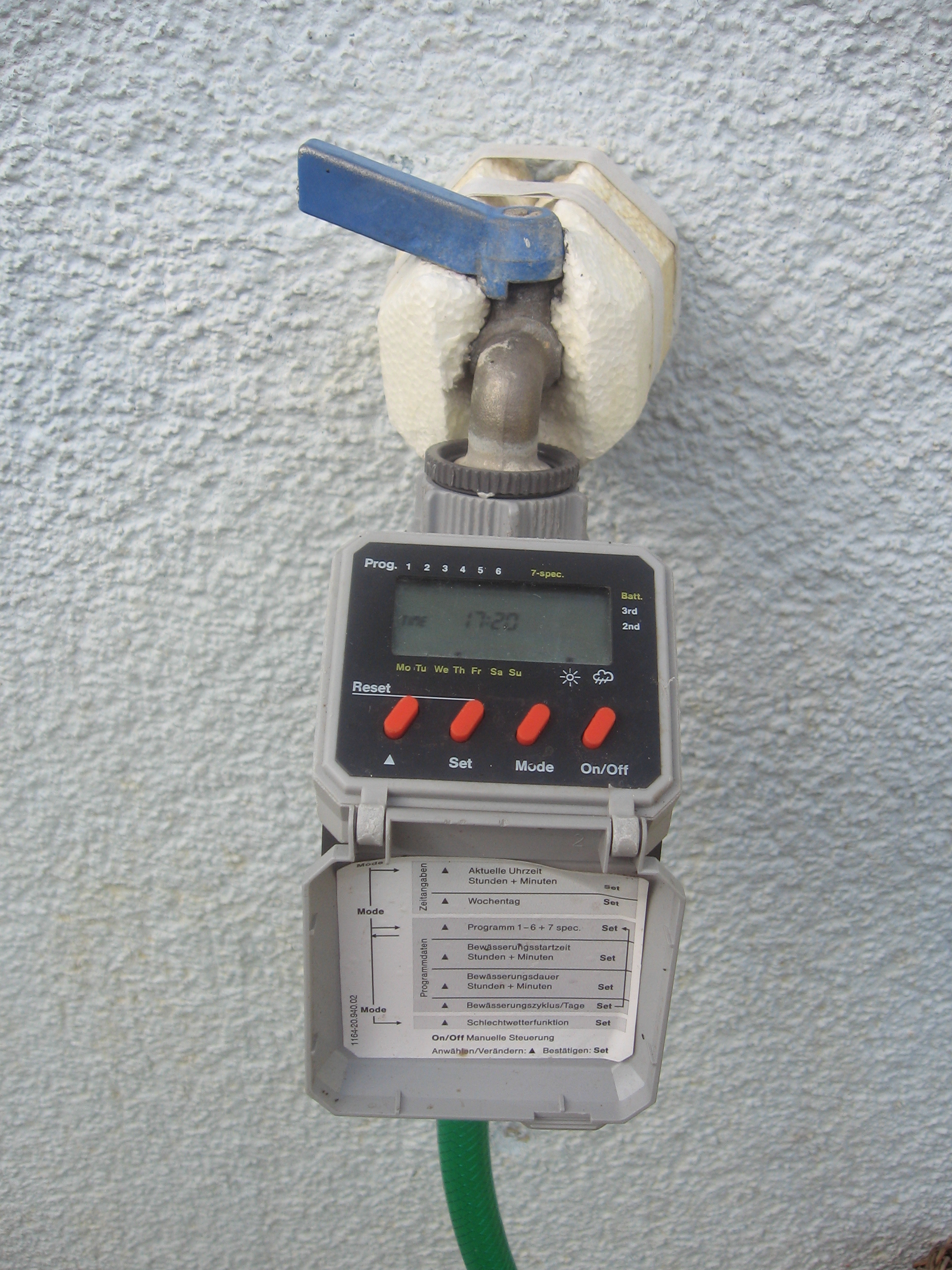
Ein Bewässerungscomputer von Gardena

Eine Bewässerungsautomation, d. h. eine automatisierte Wasserversorgung wird professionell in Gartenbaubetrieben, also in Baumschulen, im Gemüseanbau und Zierpflanzenanbau und in Freilandkulturen sowie unter Glas (Gewächshäuser), bei vielen Pflanzenkulturen eingesetzt. Auch im öffentlichen Bereich, in Schaugärten, Parks, bei der Begrünung von Lärmschutzwällen bis hin zum heimischen Garten und Balkon finden sich automatische Bewässerungsanlagen. 
Die Automatik muss entscheiden, ob Wasser benötigt wird, wie viel Wasser gegeben wird und gegebenenfalls auch, ob flüssiger Dünger mitverteilt werden soll. Dazu werden Sensoren, Zeitfunktionen und Programme – abgestimmt auf das jeweilige Wasserverteilsystem – so kombiniert, dass die Pflanzen optimal wachsen. Gleichzeitig soll der Wasserverbrauch minimiert und die Düngung an den tatsächlichen Bedarf der Pflanzen angeglichen werden. In der Praxis werden Bewässerungscomputer für diese Aufgabe eingesetzt. In Verbindung mit Klimacomputern kann der Bewässerungszeitpunkt schließlich in die Klimaregelstrategie eingebunden werden, um zum Beispiel eine hohe Luftfeuchtigkeit mit möglichem Pilzbefall der Pflanzenkultur zu verhindern.

## Wasserverteilsysteme
Neben Beregnungsanlagen mit Regnern, Düsenrohren oder großflächigen Stauverfahren setzen sich Mikrobewässerungsverfahren wie Tropfbewässerungen, Sprühbewässerungen und Kleinstregner durch, die geringere Wasserverluste verursachen. In geschlossenen Kultursystemen unter Glas werden Fließrinnensysteme, Ebbe-Flut-Systeme und Tropfbewässerungen bevorzugt. Hierbei wird ein geschlossener Wasserkreislauf und Nährstoffkreislauf erreicht, der umweltschonend ist und die Pflanzenkultur bestmöglich kontrollierbar macht.

## Sensoren für die Bewässerungsautomation
Sprühnebelanlagen, die bei der Bewurzelung von Stecklingen verwendet werden, werden mit Sensoren gesteuert, die als „künstliches Blatt“ häufige kurze Sprühimpulse auslösen. Hierbei werden zum Beispiel Regensensoren oder Schnüre eingesetzt, die über den Wasserkontakt den elektrischen Widerstand messen.
Für Düsenrohre in Schnittblumenkulturen sind meist zeitgesteuerte Bewässerungscomputer im Einsatz, die über Magnetventile den Wasserdruck nacheinander für verschiedene Beete oder Einheiten zur Verfügung stellen.
Als indirekte Messgröße dient die Einstrahlungsintensität der Sonne. Mittels Sol-Integratoren wird nach einer gewissen Einstrahlungssumme ein Gießvorgang ausgelöst.
Alternativ wird aus Temperatur und Luftfeuchte das Sättigungsdefizit der Luft errechnet, das mit dem Wasserverbrauch der Pflanzen gut korreliert. In Verbindung mit dem Kulturtag der Pflanzenkultur kann daraus der Wasserverbrauch der Pflanzen errechnet werden. 
Die Messung der Bodenfeuchte als Kriterium für den Bewässerungsbedarf ist als direkte Messmethode empfehlenswert, wenn eine gleichmäßige Wasserverteilung gegeben ist, zum Beispiel in geschlossenen Kultursystemen oder bei Tropfbewässerungen. Hierbei werden Schalt-Tensiometer oder analoge elektronische Tensiometer verwendet. 
Für den Hobbybereich gibt es auch Tonkerzen, die über einen Schlauch mit einem Vorratsgefäß verbunden sind und ein Pflanzgefäß ohne weitere Technik direkt automatisch versorgen.